# Baraga County
Baraga County je okres na severu státu Michigan v USA. Žije zde přibližně 8 200 obyvatel. Správním městem okresu je L'Anse. Celková rozloha okresu činí 2768 km².

## Sousední okresy
| Růžice kompasu |                 |               |                  | Růžice kompasu |
| Růžice kompasu | Houghton County | Sever         | Marquette County | Růžice kompasu |
| Růžice kompasu | Houghton County | Baraga County | Marquette County | Růžice kompasu |
| Růžice kompasu | Houghton County | Jih           | Marquette County | Růžice kompasu |
| Růžice kompasu | Iron County     |               |                  | Růžice kompasu |